# 唐仕
唐仕（15世紀—16世紀），字信之，南直隸徽州府歙縣人，明朝政治人物。

## 生平
唐仕是正德十一年（1516年）丙子科應天鄉試第三十名舉人，嘉靖八年（1529年）授福安知縣，福安習俗簡陋，他到任後先修葺學宮，銷毀淫祀像充當文廟的禮器，廢除白蓮禪堂作為書院射圃，設置醫學藥局，陞景州知州，不到數個月就以雙親年老辭官回鄉。

## 引用
1. 1 2  民國《歙縣志·卷六·人物志》：唐仕，字信之，舉於鄉，授福安令，福安故俗簡陋，仕至首興葺學宮，銷淫祀像，為文廟禮器，廢白蓮禪堂為書院射圃，創醫學藥局，遷景州守，不數月以親老請告歸。
2. ↑  民國《歙縣志·卷四·選舉志》：科目……明……（正德）十一年丙子鄉試……唐仕 見宦蹟